# Нептунат(VI) гексанатрия
Нептунат(VI) гексанатрия — неорганическое соединение,
комплексный оксид нептуния и натрия
с формулой Na6NpO6,
кристаллы.

## Физические свойства
Нептунат(VI) гексанатрия образует кристаллы
гексагональной сингонии,
пространственная группа R 3,
параметры ячейки a = 0,578 нм, c = 1,60 нм, Z = 3.